# گولیامو کامنیانه
گولیامو کامنیانه (به بلغاری: Golyamo Kamenyane) یک منطقهٔ مسکونی در بلغارستان است که در شهرستان کروموفگراد واقع شده‌است.